# Ectropis breviciliata
Ectropis breviciliata là một loài bướm đêm trong họ Geometridae.